# 获鹿站
获鹿站位于河北省石家庄市鹿泉区，是石太铁路、石太客运专线上的一个铁路车站，始建于1904年，距离太原站214公里，距离石家庄北站18公里，隶属于北京铁路局。由太原站开往石家庄北站的6032次、6034次列车在此办理通勤业务。
“获”应读huái，这是“获鹿县”（今河北省石家庄市鹿泉区）的“获”音的影响。